# Лама (будизам)
Лама (тибетански: བླ་མ་) је титула за учитеља дарме у тибетанском будизму. Термин је сличан санскриптском гуруу.
Кроз историју се термин користио за духовног вођу или поглавара манастира. Данас је међутим почасна титула будистичког монаха. Такође може бити део титуле, попут Далај Лама или Панчен Лама. 
Многи западњаци су покушали да разумеју тибетански будизам, али су грешком преписали термин лама свим тибетанским монасима. Зато су тибетански будизам грешком називали "Ламаизам", јер вероватно нису знали да је то део будизма, а не посебна религија. Данас се термин Ламаизам користи за понижавање.
У вађрајанском огранку будизма, лама је тантрански духовни вођа.